# شینا (روسیه)
شینا (به لاتین: Sheyna) یک منطقهٔ مسکونی در روسیه است که در استان آرخانگلسک واقع شده‌است.